# Macrotyloides
Macrotyloides is een geslacht van wantsen uit de familie van de Miridae (Blindwantsen). Het geslacht werd voor het eerst wetenschappelijk beschreven door Van Duzee in 1916.

## Soorten
Het genus bevat de volgende soorten:

- Macrotyloides symmetricus Knight, 1928
- Macrotyloides vestitus Uhler, 1890